# Джизан (провінція)
Джизан (араб. جيزان) — адміністративний округ на південному заході Саудівської Аравії.
- Адміністративний центр — місто Джизан.
- Площа — 11671 км², населення — 1365110 чоловік (2010 рік).

## Географія
На північному заході межує з адміністративним округом Мекка, на північному заході з адміністративним округом Асір, на півдні з Єменом. На заході має вихід до Червоного моря.

## Історія
Джизан був відірваний саудівцями в Ємену
У складі Саудівської Аравії з 1930 року.

## Релігія
Більшість населення адміністративного округу Джизан складають шиїти

## Адміністративний поділ
Адміністративний округ ділиться на 14 мухафаз (у дужках населення на 2010 рік):
1. Abu Arish (197112)
2. Ad Dair (58494)
3. Ad Darb (69134)
4. Ahad Al Masarihah (110710)
5. Al Aridah (76705)
6. Al Aydabi (60799)
7. Al Harth (18586)
8. Ar Rayth (18961)
9. Baysh (77442)
10. Damad (71 601)
11. Farasan (17999)
12. Jizan (157536)
13. Sabya (228375)
14. Самта (201656)